# 自家用自動車
自家用自動車（じかようじどうしゃ）は、旅客や貨物を運送して料金を受け取り、商業的な行為をする運輸営業用（緑ナンバー、営業ナンバー）自動車に対して、それ以外の一般的な用途に使われる自動車をすべてこう呼ぶ。道路運送法においては、「自動車（道路運送車両法上の自動車）」のうち「事業用自動車」でないものを指すと定義されている。自家用車（じかようしゃ）、マイカー（my car、和製英語）ともいう。英語では、自家用自動車全般を Owner-driver car と言い、自分の車を指す時は My own car と言う。
俗称では家庭が所有する自動車に限定して「自家用自動車」という場合がある。
本稿では日本においての自家用自動車について述べる。

## ナンバープレートによる区別
通常、ユーザー自身が自らの用途のために使用（自家使用）する自動車をいう。これは自分で運転するか否かは問わないので、カーリースされた車やレンタカーも自家用扱いである。ナンバープレートが白地に緑文字なので白ナンバー、軽自動車は黄色に黒文字なので黄色ナンバーと呼ぶ。
自家用でない車両は、事業用自動車（営業車）ということになる。営業用の定義は有償で旅客、貨物の輸送を行うための車両で、ナンバーは自家用と逆転色の緑地に白文字なので、緑ナンバー（または青ナンバー、軽事業用車は黒ナンバー）と呼ぶ。
なお、自衛隊や在外公館の保有する自動車は道路運送車両法が適用されないこともあってナンバープレートが独自のものであり、一般のものとは異なる。

## 用途
自宅で個人が所有する乗用車はもとより、会社などが社員の送迎や商品の集配に用いるもの、官公庁の公用車、会社の営業車・社用車（商業的な運送でなく、企業のルートセールスや内部での業務用が多い）なども自家用車として扱われる。これらの自動車は有償運送が禁止されており、運送自体は商業的なものではないので第一種運転免許で運転できる。しかし、緊急自動車の資格を持つ車両（緊急出動中の官公署の公用車（消防・救急・警察など）の一部。消防車、救急車、パトロールカーなど）では緊急用務の際に運転する場合、一定の条件を満たす必要がある。
なお、会社や学校の送迎、ホテルや大規模な公衆食堂、娯楽施設専用の客の送迎、官公庁（県・市町村）が保有するバスなど、いわゆる白ナンバーの自家用バスの場合でも大型第二種免許が必要だと一部誤解している人がいるが、この場合は多数の人員を運ぶという意味では乗合バスや貸切バスとその輸送形態はよく似ていても、これらの場合は運賃の収受がないため運送行為自体が商業的なもの（営業行為）ではなく、また、不特定多数の旅客を対象とはしておらず、自家用車である事に変わりはないので第一種免許で運転できるが、就業規則で大型二種運転免許保有しか従業員を採用しないところがある。
自家用車は一部の例外を除き、有償運送は形態を問わず禁止である。家族・友人等、身内の関係において、運行に必要な経費を同乗者間で分担することは問題ないが、赤の他人である不特定多数の者に自家用車への同乗を呼び掛けて運行する場合は、たとえ収受する金額が運行に必要な経費の範囲内であっても、その輸送に係る対価として求めているのものであるので、道路運送法に基づく手続きを行わなければ法に抵触することとなる。
それ以外にも、自家用車の利用が学校の生徒、企業の従業員、施設の利用者など限定的なものであったとしても、身内や友人関係でない者は赤の他人となるので、利益を前提としない経費分担も含めて有償運送となる。よって自家用車での送迎は無料が原則であり、送迎利用者から経費を徴収するのであれば、道路運送法に基づく許可を得て正規にタクシー・ハイヤーとするか、地元のタクシー会社に委託するのが望ましい。
自家用自動車の車内設備でのカラオケや音楽ソフトの再生や、映像ソフトの上映について著作権法の解釈が変わるわけではない。例えば客の無料送迎や社員送迎で使われるバス車内では私的利用の範囲を超えるが、家族や家族としてのお客さんが同乗している場合は私的利用の範囲である（自動車の区分により著作権法の解釈は変わらない、そのため事業用自動車でも同様である。）。
費用削減のためにバス事業者やタクシー事業者は、第二種免許取得などのための社内研修の目的のための車両は運用離脱させたうえで事業用登録から自家用登録に変更したものを利用している場合もある。

## 日本自家用自動車管理業協会
日本自家用自動車管理業協会は警察庁、経済産業省、国土交通省の三省庁共管により許可、設立された公益法人。
昭和37年、これまでの自家用自動車管理業者らが業界の質の向上と社会貢献のため協会を設立。昭和61年、自動車管理連絡会を発足。これらから平成元年に任意団体の、日本自家用自動車管理協会が発足。平成4年には警察庁と当時の通商産業省、運輸省の共管で、社団法人として認可を受ける。 

### 自家用自動車運転士専門校
自家用自動車運転士専門校は、専門の運転サービス士の育成を目指し、東京都千代田区に開講した認定職業訓練による職業能力開発校である。目的は、運転サービス士を対象に講義や実地訓練、適性検査を実施し、運転サービス士の安全運転とマナーの資質向上を図り、良質なサービスを実践できる優秀な運転士を育成することである。
設置訓練科は運転サービス士科で、乗用車コース、バスコースの2コースがある。平成12年に開校。平成13年には東京都知事の認定を受けて認定職業訓練施設となる。平成15年からは協会加盟会社以外の者も受講が可能となる。平成18年から道路運送法改正により市町村運営の有償運送および過疎地有償運送の一種免許保有の運転者の要件に、自家用自動車運転士専門校の運転サービス士科を修了した者であることとなる。